# Kristian Wåhlin
Kristian Wåhlin (* 1971), auch bekannt unter dem Pseudonym Necrolord, ist ein schwedischer Gitarrist, Sänger, Grafikdesigner und Alben-Cover-Zeichner, der bereits für etliche bekannte Metal-Bands den Einband gestaltete. Sein Studio befindet sich in Höganäs.

## Leben
Kristian Wåhlin wurde 1971 im schwedischen Göteborg geboren. Sein Interesse an Kunst entwickelte sich während seiner Zeit auf der Schillerska Grammar School. Wichtige frühe Einflüsse stellten Romantik- und Renaissancemaler wie Caspar David Friedrich, Albrecht Dürer und Hieronymus Bosch dar. Das Interesse an diesen Epochen stimmte auch mit seinem Studium in Musik überein.
Mit 17 gründete Wåhlin die Band Grotesque, in der er als Gitarrist mit seinem Schulfreund Tomas Lindberg (Gesang), Alf Svensson (Gitarre) und Schlagzeuger Tomas Eriksson spielte. Nachdem es 1990 zu einer Auflösung gekommen war, gründeten ein paar Mitglieder At the Gates, der ursprüngliche Schlagzeuger Johan „Shamaatae“ Lahger die Ein-Mann-Band Arckanum. Wåhlin arbeitete mit Lindberg und anderen Mitgliedern von At the Gates in der Death-Metal-Band Liers in Wait zusammen, außerdem gestaltete er später das Album Slaughter of the Soul von At the Gates.
Die Band Dissection, die mit At the Gates zusammengespielt hatte, kam dadurch auf die Idee, Wåhlins Zeichnungen als Cover von unter anderem The Somberlain und Storm of the Light’s Bane zu nehmen. Letzteres zeigt die bekannte Szene des reitenden Sensenmanns in einer verschneiten Landschaft. Auch für das Debütalbum der norwegischen Black-Metal-Band Emperor, In the Nightside Eclipse, zeichnete er das Cover.
Mit den Bands Liers in Wait und Decollation spielte Wåhlin bis zu deren Auflösungen Mitte der 90er noch etliches Material ein. 1995 gründete er die Gothic-Metal-Band Diabolique, für die er als weitere Bandmitglieder einige seiner ehemaligen Mitmusiker gewann. Mit dieser Band nahm er etliche Alben auf, seit 2001 ist diese Band jedoch quasi auf Eis gelegt. Zusätzlich spielte er auch mit Tomas Lindberg bei The Great Deceiver.

## Covergestaltungen (Auswahl)
- Amorphis (Elegy)
- Antestor (Det Tapte Liv, The Forsaken, Martyrium)
- At the Gates (Slaughter of the Soul)
- Bathory (Blood on Ice, Nordland I, Nordland II, In Memory of Quorthon Vol. I bis III)
- Benediction (Organised Chaos)
- Cemetary (The Beast Divine, An Evil Shade of Grey, Last Confession, Sundown, Phantasma)
- Dark Funeral (The Secrets of the Black Arts)
- Dark Tranquillity (The Gallery)
- Diabolique (Wedding the Grotesque, The Diabolique, Black Flower, Butterflies, The Green Goddess)
- Dismember (Massive Killing Capacity)
- Dissection (The Grief Prophecy, Into Infinite Obscurity, The Somberlain, Storm of the Light’s Bane, Where Dead Angels Lie, Live Legacy, Maha Kali)
- Edge of Sanity (Purgatory Afterglow, Crimson II)
- Emperor (In the Nightside Eclipse)
- Ensiferum (Ensiferum, Iron, Victory Songs, Unsung Heroes)
- Evergrey (The Dark Discovery, Solitude, Dominance, Tragedy)
- Extol (Burial, Mesmerized)
- Firewind (Between Heaven and Hell)
- Graveworm (Engraved in Black)
- Impious (Evilized)
- King Diamond (Voodoo)
- Lake of Tears (A Crimson Cosmos, Headstones, The Neonai, Greater Art, Greatest Tears Vol I, Greatest Tears Vol II)
- Mercyful Fate (Dead Again)
- Morgana Lefay – (…---… (SOS), Grand Materia, The Seventh Seal, Knowing Just as I, The Secret Doctrine, Maleficium, Sanctified)
- Narnia (Awakening, Desert Land)
- Necrophobic (Darkside)
- Nifelheim (Nifelheim, Devil’s Force)
- Tad Morose (Leaving the Past Behind, Sender of Thoughts, Paradigma)
- Therion (Beyond Sanctorum, Symphony Masses: Ho Drakon Ho Megas, Lepaca Kliffoth)
- Tiamat (Sumerian Cry, The Astral Sleep, Clouds, The Sleeping Beauty – Live in Israel, Wildhoney)
- Wintersun (Wintersun)

## Diskografie
- Grotesque – In the Embrace of Evil (Best of, 1996, Gitarre für zwei neuaufgenommene Lieder)
- Liers in Wait – Spiritually Uncontrolled Art (EP, 1992, Gitarre)
- Decollation – Cursed Lands (EP, 1993, Schlagzeug)
- Diabolique – The Diabolique (EP, 1996, Gesang und Gitarre)
- Diabolique – Wedding the Grotesque (1997, Gesang und Gitarre)
- Diabolique – The Black Flower (1999, Gesang und Gitarre)
- Diabolique – Butterflies (EP, 2000, Gesang und Gitarre)
- Diabolique – The Green Goddess (2001, Gesang und Gitarre)
- The Great Deceiver – Cave In (EP, 1999, Gitarre)
- The Great Deceiver – Jet Black Art (2000, Gitarre)
- The Great Deceiver – A Venom Well Designed (2002, Gitarre)
- The Great Deceiver – Terra Incognito (2004, Gitarre)